# Apocephalus brevifrons
Apocephalus brevifrons är en tvåvingeart som beskrevs av Brown 2000. Apocephalus brevifrons ingår i släktet Apocephalus och familjen puckelflugor.
Artens utbredningsområde är Costa Rica. Inga underarter finns listade i Catalogue of Life.